# Taigum, Queensland
Taigum is een plaats in de Australische deelstaat Queensland. Deze plaats telt 6495 inwoners (2016).